# Луалаба
Луалаба је река у Средњој Африци. Изворни је крак реке Конго. По количини воде Луалаба је највећа притока Конга. Река је дугачка око 645 km и извире у Катанга провинцији. Целом дужином протиче кроз Демокатску Републику Конго. Извире на надморској висини од око 1.400 метара. Спајањем Луалабе са реком Луапулом настаје река Конго. Од овог састава до Стенлијевих водопада, на дужини од 1.600 km Конго је познат под именом Луалаба.